# 狙うは君のど真ん中
「狙うは君のど真ん中」（ねらうはきみのどまんなか）は、SHISHAMOの7作目の配信限定シングルで通算17作目のシングル。2022年2月2日にGOOD CREATORS RECORDS / UNIVERSAL SIGMAからリリースされた。

## 楽曲解説
- 前作「壊したんだ」から約11ヶ月ぶりのシングル。
- 恋をしている人の背中を押すロックなバレンタインソングとして制作された[1]。好きな人に思いを伝えるため、自分の力で道を切り拓こうとしている女の子が主人公[2]。
- 2022年1月26日、FM802『ROCK KIDS 802』でラジオ初オンエアされた[3]。
- リリース日の2月2日にティザー映像が公開された[4]。2月9日にはミュージック・ビデオがYouTubeでプレミア公開された。意中の相手に「想いを伝える」=「君のど真ん中を狙う」ため、メンバーが様々なスポーツに打ち込むというスポ根ラブストーリーになっている。監督を務めたのはSHISHAMOと初タッグとなる映像作家のマルルーン[5]。撮影のロケ地は彩湖・道満グリーンパークで、モデルのロマ・トニオロが出演している[6]。
- 学習塾「第一ゼミナール/ファロス個別指導学院」のCMソングに使用された[7]。

## 収録アルバム
- 『恋を知っているすべてのあなたへ』(恋の喜びを知っているあなたへ)